# Olaf Poulsen (direktør)
 For alternative betydninger, se Olaf Poulsen. (Se også artikler, som begynder med Olaf Poulsen)
Olaf Gunnar Poulsen (født 18. marts 1933, død 4. juni 2015) var en dansk civilingeniør og en forhenværende direktør for Det Berlingske Hus.
Olaf Poulsen blev i 1958 civilingeniør og i 1961 underdirektør på dagbladet Politiken, hvor han i 1974 blev vicedirektør.
Oluf Poulsen var direktør i Berlingske, da avisen i 1977 var i konflikt med typograferne, BT-klubben, i forbindelse med indførelse af ny teknologi, som ville overføre opgaver fra typografer til journalister. Han blev i konflikten i høj grad personliggørelsen af arbejdsgiversiden og på plakater fremstillet med teksten "Den mand er farlig". Bladhuset var konfliktramt i 141 dage og var tæt på at lukke.
Siden var han direktør for Genfiber og 1980-82 administrerende direktør for Fyens Stiftstidende.
Han har desuden været administrerende direktør for Brdr. Schur Horsens, Schurs Litografiske A/S og P.C Plast.